# Englerodaphne
- Commons
- Wikispecies

Englerodaphne Gilg é um género botânico pertencente à família Thymelaeaceae.

## Sinonímia
- Gnidia L.

## Espécies
Apresenta três espécies:
- Englerodaphne leiosiphon Gilg
- Englerodaphne pilosa Burtt Davy
- Englerodaphne subcordata (Meisn.) Engl.